# Shane Heal
Pour les articles homonymes, voir Heal.
Shane Heal, né le 6 novembre 1970 à Melbourne en Australie, est un ancien joueur australien de basket-ball, évoluant au poste de meneur, devenu entraîneur.

## Palmarès
- Champion d'Océanie 2003

## Famille
Il est le père de la basketteuse Shyla Heal.